# Dik al-Djinn
Dik al-Djinn, le "Coq des djinns", de son vrai nom Abd al-Sallâm Ibn Raghbân al-Himsî (en arabe : ديك الجن عبد السلام بن رغبان الحمصي), est un poète arabe né en 777 à Homs et mort vers 850. Du fait que la critique classique ne s'est pas beaucoup intéressée à lui, nous savons très peu de choses sur la vie de Dik al-Djinn. Les éléments saillants de sa biographie se résument d'une part à l'amour qu'il porta à une chrétienne du nom de Ward, à la vie de débauche qu'il mena, et enfin au fait qu'il ne quitta jamais sa ville natale de Homs.

## Biographie
Deux théories s'opposent pour expliquer son surnom de "Coq des djinns" : 1) il aurait été surnommé ainsi à cause de ses yeux dont la couleur verte évoquait le plumage du coq ; 2) il devrait son surnom au poème d'élégie funèbre (rithâ') qu'il composa pour un coq qu'on lui servit pendant un banquet.
Bien que la critique arabe classique ne lui ait pas prêté beaucoup d'attention, Dik al-Djinn est resté célèbre pour ses débauches et son amour du vin qui le poussait à dilapider sa fortune, et surtout pour l'amour qu'il porta à Ward, une chrétienne de Homs, et Bakr, un jeune homme, qu'il assassina tous les deux dans une crise d'amour passionnelle.
Il semblerait que Dik al-Djinn ait hérité une grande somme d'argent de son père, et qu'il aurait vécu sur ce pécule, en le dilapidant pour ses plaisirs. Il aurait ainsi suscité la jalousie et la désapprobation de son cousin, un certain Abu Tayyib. Celui-ci fit alors croire à Dik al-Djinn que Ward et Bakr fréquentaient d'autres hommes que lui. Fou de jalousie, ils les tua tous les deux. Par la suite, il apprit la vérité et les pleura tout le reste de sa vie dans des élégies funèbres (rithâ') que certains critiques, tels Ibn Rashiq, reconnaissent pour des modèles du genre.
Il est considéré comme un des maîtres du poète Abu Tammam,.

## Sa poésie
Dik al-Djinn s'écarte, comme son contemporain Abû Nuwâs, des normes de la poésie ancienne issues de la qasida préislamique et de son éventail de thèmes bédouins. Délaissant les vers longs généralement préférés par les poètes du style classique, tels le tawîl, Dik al-Djinn compose surtout sur les mètres basît, kâmil et khafîf. Son diwan est constitué principalement de fragments et de pièces courtes de poésie amoureuse (ghazal) et d'élégies (rithâ') adressées à Ward. Une autre grande partie de sa poésie est consacrée à l'amour du vin. Il laissa également quelques pièces longues de louange (madîh) et une fameuse satire (hijâ') adressée à son cousin Abu Tayyib.
Son diwan nous est parvenu notamment par l'intermédiaire du sheikh Muhammad al-Samâwî, qui fut le premier à le collecter.